# Alypia australis
Alypia australis là một loài bướm đêm trong họ Noctuidae.